# Wijkia flagelliformis
Wijkia flagelliformis är en bladmossart som beskrevs av Benito C. Tan och Iwatsuki 1993. Wijkia flagelliformis ingår i släktet Wijkia och familjen Sematophyllaceae. Inga underarter finns listade i Catalogue of Life.